# Martin S. Svoboda
Martin S. Svoboda (* 23. Dezember 1907 in Breslau; † 10. Januar 1992 in Hamburg) war ein deutscher Journalist und Fernsehpionier.
Svoboda war gelernter Seemann. Während des Krieges wurde er in der Propagandakompanie als Wortberichterstatter eingesetzt. Er bildete mit Rudolf W. Kipp (später Dokumentarfilmer und Filmproduzent) und dem Fotografen Fritz Kempe (später Leiter der Landesbildstelle Hamburg) ein Team.
Er arbeitete von 1951 bis 1960 als erster und zunächst einziger Redakteur für die Tagesschau beim Nordwestdeutschen Rundfunk (NWDR). Nach einem diesbezüglichen Vertrag mit der Neuen Deutschen Wochenschau ließ er in der ersten Zeit in einem Keller in der Hamburger Heilwigstraße die nicht von den Kinowochenschauen verwendeten Materialreste nach eigener Vorstellung  zu einer Nachrichtensendung zusammenschneiden. Den Text dazu tippte er, wie es sein Vertrag vorsah, auf seiner eigenen Reiseschreibmaschine. Per U-Bahn transportierte er den jeweiligen Beitrag in Filmbüchsen in einen alten Bunker auf dem Heiligengeistfeld, von wo aus gesendet wurde. Svoboda, der stets eine schwarzgetönte Sonnenbrille trug, sprach die Nachrichten dreimal wöchentlich abends live aus dem Off. Von 1960 an bis zu seiner Pensionierung agierte er als Sendeleiter. In dieser Eigenschaft war er unter anderem für Dienstpläne der Tagesschau-Sprecher verantwortlich.
Martin S. Svoboda starb im Alter von 84 Jahren an Herzversagen in Hamburg.